# Атлас Лифляндии
А́тлас Лифля́ндии (Atlas von Liefland), также атлас Ме́ллина — наиболее точный сборник географических карт Лифляндии, составленный в период до введения триангуляции, т. е. не имеющий точной геодезической основы. Первоначально издан в 1791–1810 годах отдельными страницами, полный сборник был закончен в 1810 году.

## Описание

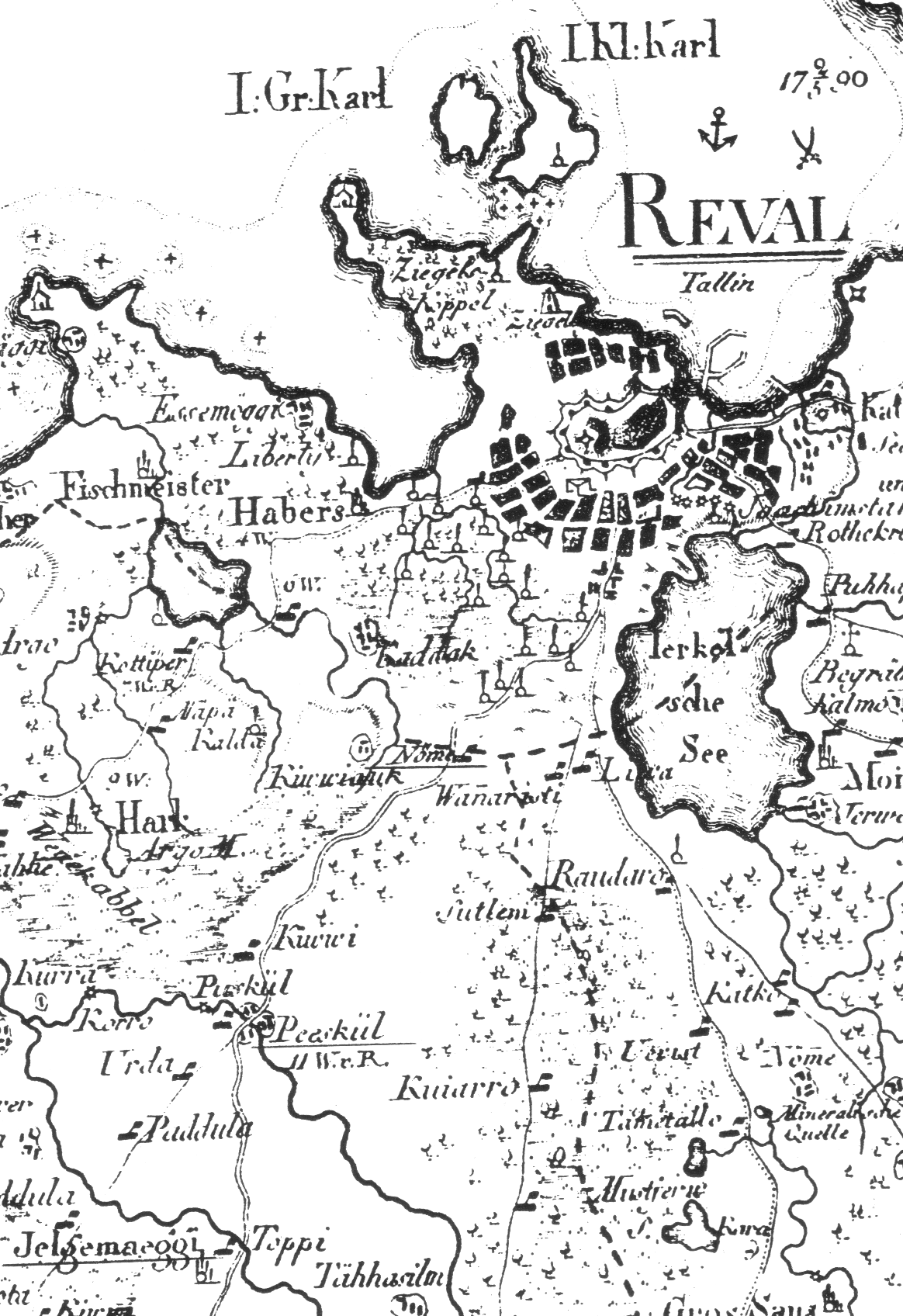
Карта окрестностей Ревеля из атласа Меллина

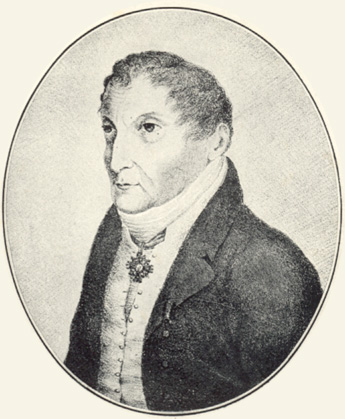
Людвиг Август Меллин

Атлас Меллина является промежуточным звеном между старинными рисованными картами и картографией, основанной на тригонометрических измерениях. Он стал важным историческим документом рубежа XVIII и XIX веков.
Предназначался для дополнения книги  Августа Вильгельма Хупеля «Топографические новости из Лифляндии и Эстляндии» («Topographische Nachrichten von Lief- und Ehstland»). Первоначально издан в 1791–1810 годах отдельными страницами сначала в Риге, затем в Лейпциге. Составителем был граф Людвиг Август Меллин (1754–1835), его ближайшим помощником — архитектор Иоганн Вильгельм Краузе. Меллин работал над ним параллельно со службой в качестве ландрата. В составлении атласа также помогали около 200 жителей Ливонии, в основном помещики и пасторы. 
На работу над атласом ушло 28 лет (1782–1810). Его полный экземпляр охватывает 14 уездов Российской империи (Ревельское и Рижское наместничества). Топонимы приведены на немецком, эстонском и латышском языках, и, в частности, имеется около 7100 географических названий на территории Эстонии.
За основу Меллин взял карты Петербургской академии наук второй половины XVIII века, а также карты границ, составленные российскими военными топографами, и карты мыз. Расположение точек, являющихся математической основой карт Меллина, определены астрономически. Географические координаты части уездных городов и некоторых других мест Меллин вычислил сам. Масштаб общей карты — 1:840 000, уездных карт — 1:200 000. 
Атлас издал рижский книготорговец Иоганн Фридрих Харткнох. Появление первых карт привлекло большое внимание российской общественности. Императрица Екатерина II и наследник престола цесаревич Павел Петрович также выразили свою благодарность.
Однако вместе с признанием его заслуг, издание атласа принесло Меллину и большие проблемы. После смерти Екатерины II была ужесточена цензура. Меллина арестовали по обвинению в разглашении государственной тайны, т. к. листы атласа были выгравированы за границей (в Германии). В 1798 году император Павел I своим указом запретил продажу карт Меллина. Листы атласа в магазинах были конфискованы; карты, уже находившиеся во владении частных лиц, было приказано сдать. Только после смерти Павла I император Александр I объявил, что продажа атласа разрешена, и что его публикация может продолжаться.
Атлас издавался несколько раз. Последние переиздания: в Германии в 1972 году, в Тарту в 1991 году (14 карт уездов) и в 1995 году (общие карты Эстляндии и Ливонии).

## Ревельское наместничество
Ревельское наместничество состояло из 4-х уездов:
- Ревельский (Гарриенский)
- Гапсальский (Викский)
- Вейсенштейнский (Ервенский)
- Везенбергский (Вирляндский)

Ревельский уезд
Гапсальский уезд
Вейсенштейнский уезд
Везенбергский уезд

В 1783–1796 годах из Ревельского уезда был выделен Балтийско-Портский уезд (Балтийский порт) c центром в городе Балтиски.

Балтийско-Портский уезд

## Рижское наместничество
Рижское наместничество состояло из 9 уездов:
- Рижский
- Дерптский
- Валкский
- Венденский (Цесиский)
- Верроский
- Вольмарский
- Перновский
- Феллинский
- Эзельский (Аренсбургский)

Рижский уезд
Дерптский уезд
Валкский уезд
Венденский уезд

Верроский уезд
Вольмарский уезд
Перновский уезд
Феллинский уезд
Эзельский уезд